# Agrigento (provins)
Agrigento er en italienske provins på øen Sicilien.
Hovedstaden for provinsen er Agrigento, som også har givet navn til provinsen.

## Kommuner
- Agrigento
- Alessandria della Rocca
- Aragona
- Bivona
- Burgio
- Calamonaci
- Caltabellotta
- Camastra
- Cammarata
- Campobello di Licata
- Canicattì
- Casteltermini
- Castrofilippo
- Cattolica Eraclea
- Cianciana
- Comitini
- Favara
- Grotte
- Joppolo Giancaxio
- Lampedusa e Linosa
- Licata
- Lucca Sicula
- Menfi
- Montallegro
- Montevago
- Naro
- Palma di Montechiaro
- Porto Empedocle
- Racalmuto
- Raffadali
- Ravanusa
- Realmonte
- Ribera
- Sambuca di Sicilia
- San Biagio Platani
- San Giovanni Gemini
- Santa Elisabetta
- Santa Margherita di Belice
- Sant'Angelo Muxaro
- Santo Stefano Quisquina
- Sciacca
- Siculiana
- Villafranca Sicula

## Bydele
- Montaperto
- Villaggio Mosé

## Floder
- Platani
- Salso

## Seværdigheder
- Templernes Dal
- Concordia-templet